# Chet Baker Sings
| Recensione | Giudizio |
| ---------- | -------- |
| Allmusic   |          |

Chet Baker Sings è un album di Chet Baker, pubblicato la prima volta dalla Pacific Jazz Records nell'aprile del 1954 (su LP da 10", con otto brani), in seguito fu ripubblicato nel 1956 (LP da 12") sempre dalla Pacific Jazz Records (codice PJ-1222) contenente quattordici brani, nel 1964 un'altra pubblicazione a cura della World Pacific Records
(codice WP-1826) con dodici tracce presenti, questa versione dell'album fu sovraincisa nel 1962 con l'aggiunta di una chitarra in ogni brano del disco (suonata da Joe Pass).

## Tracce

### LP
LP pubblicato nel 1954 dalla Pacific Jazz Records (PJLP-11)
Lato A (PJ-420)
1. But Not for Me – 3:00 (testo: Ira Gershwin – musica: George Gershwin) – Registrato il 15 febbraio 1954 al Capitol Recording Studios di Hollywood, California
2. Time After Time – 2:44 (testo: Sammy Cahn – musica: Jule Styne) – Registrato il 15 febbraio 1954 al Capitol Recording Studios di Hollywood, California
3. My Funny Valentine – 2:14 (testo: Lorenz Hart – musica: Richard Rodgers) – Registrato il 15 febbraio 1954 al Capitol Recording Studios di Hollywood, California
4. I Fall in Love Too Easily – 3:16 (testo: Sammy Cahn – musica: Jule Styne) – Registrato il 15 febbraio 1954 al Capitol Recording Studios di Hollywood, California

Lato B (PJ-421)
1. I Get Along Without You Very Well – 2:54 (Hoagy Carmichael) – Registrato il 15 febbraio 1954 al Capitol Recording Studios di Hollywood, California
2. There Will Never Be Another You – 2:55 (testo: Mack Gordon – musica: Harry Warren) – Registrato il 15 febbraio 1954 al Capitol Recording Studios di Hollywood, California
3. The Thrill Is Gone – 2:46 (testo: Ray Henderson – musica: Lew Brown) – Registrato il 27 ottobre 1953 al Radio Recorders di Hollywood, California
4. Look for the Silver Lining – 2:36 (testo: Buddy DeSylva – musica: Jerome Kern) – Registrato il 15 febbraio 1954 al Capitol Recording Studios di Hollywood, California

- Durata tracce (non accreditate sull'album originale), ricavate dalla ristampa dell'album PJ-1222

## Tracce

### LP
LP pubblicato nel 1956 dalla Pacific Jazz Records (PJ-1222)
Lato A
1. That Old Feeling – 2:59 (testo: Lew Brown – musica: Sammy Fain) – Registrato il 23 luglio 1956 al Forum Theatre di Los Angeles, California
2. It's Always You – 4:17 (testo: Johnny Burke – musica: Jimmy Van Heusen) – Registrato il 23 luglio 1956 al Forum Theatre di Los Angeles, California
3. Like Someone in Love – 3:26 (testo: Johnny Burke – musica: Jimmy Van Heusen) – Registrato il 30 luglio 1956 al Forum Theatre di Los Angeles, California
4. My Ideal – 4:19 (testo: Newell Chase, Richard A. Whiting – musica: Leo Robin) – Registrato il 30 luglio 1956 al Forum Theatre di Los Angeles, California
5. I've Never Been in Love Before – 4:25 (Frank Loesser) – Registrato il 23 luglio 1956 al Forum Theatre di Los Angeles, California
6. My Buddy – 3:16 (testo: Gus Kahn – musica: Walter Donaldson) – Registrato il 23 luglio 1956 al Forum Theatre di Los Angeles, California

Lato B
1. But Not for Me – 3:00 (testo: Ira Gershwin – musica: George Gershwin) – Registrato il 15 febbraio 1954 al Capitol Recording Studios di Hollywood, California
2. Time After Time – 2:44 (testo: Sammy Cahn – musica: Jule Styne) – Registrato il 15 febbraio 1954 al Capitol Recording Studios di Hollywood, California
3. I Get Along Without You Very Well – 2:54 (Hoagy Carmichael) – Registrato il 15 febbraio 1954 al Capitol Recording Studios di Hollywood, California
4. My Funny Valentine – 2:14 (testo: Lorenz Hart – musica: Richard Rdgers) – Registrato il 15 febbraio 1954 al Capitol Recording Studios di Hollywood, California
5. There Will Never Be Another You – 2:55 (testo: Mack Gordon – musica: Harry Warren) – Registrato il 15 febbraio 1954 al Capitol Recording Studios di Hollywood, California
6. The Thrill Is Gone – 2:46 (testo: Lew Brown – musica: Ray Henderson) – Registrato il 15 febbraio 1954 al Capitol Recording Studios di Hollywood, California
7. I Fall in Love Too Easily – 3:16 (testo: Sammy Cahn – musica: Jule Styne) – Registrato il 15 febbraio 1954 al Capitol Recording Studios di Hollywood, California
8. Look for the Silver Lining – 2:36 (testo: Buddy DeSylva – musica: Jerome Kern) – Registrato il 15 febbraio 1954 al Capitol Recording Studios di Hollywood, California

## Tracce

### LP
LP pubblicato nel 1964 dalla World Pacific Records (WP-1826)
Lato A
1. My Funny Valentine – 2:14 (testo: Lorenz Hart – musica: Richard Rodgers) – Registrato il 15 febbraio 1954 al Capitol Recording Studios di Hollywood, California con sovraincisioni (chitarra) del 1962
2. That Old Feeling – 2:59 (testo: Lew Brown – musica: Sammy Fain) – Registrato il 23 luglio 1956 al Forum Theatre di Los Angeles, California con sovraincisioni (chitarra) del 1962
3. Like Someone in Love – 2:24 (testo: Johnny Burke – musica: Jimmy Van Heusen) – Registrato il 30 luglio 1956 al Forum Theatre di Los Angeles, California con sovraincisioni (chitarra) del 1962
4. My Buddy – 3:16 (testo: Gus Kahn – musica: Walter Donaldson) – Registrato il 23 luglio 1956 al Forum Theatre di Los Angeles, California con sovraincisioni (chitarra) del 1962
5. It's Always You – 3:32 (testo: Johnny Burke – musica: Jimmy Van Heusen) – Registrato il 23 luglio 1956 al Forum Theatre di Los Angeles, California con sovraincisioni (chitarra) del 1962
6. Someone to Watch Over Me – 2:57 (testo: Ira Gershwin – musica: George Gershwin) – Registrato il 28 febbraio 1955 al Capitol Recording Studios di Hollywood, California con sovraincisioni (chitarra) del 1962

Lato B
1. But Not for Me – 3:00 (testo: Ira Gershwin – musica: George Gershwin) – Registrato il 15 febbraio 1954 al Capitol Recording Studios di Hollywood, California con sovraincisioni (chitarra) del 1962
2. Look for the Silver Lining – 2:36 (testo: Buddy DeSylva – musica: Jerome Kern) – Registrato il 15 febbraio 1954 al Capitol Recording Studios di Hollywood, California con sovraincisioni (chitarra) del 1962
3. I Get Along Without You Very Well – 2:54 (Hoagy Carmichael) – Registrato il 15 febbraio 1954 al Capitol Recording Studios di Hollywood, California con sovraincisioni (chitarra) del 1962
4. I Fall in Love Too Easily – 3:16 (testo: Sammy Cahn – musica: Jule Styne) – Registrato il 15 febbraio 1954 al Capitol Recording Studios di Hollywood, California con sovraincisioni (chitarra) del 1962
5. The Thrill Is Gone – 2:46 (testo: Lew Brown – musica: Ray Henderson) – Registrato il 27 ottobre 1953 al Radio Recorders di Hollywood, California con sovraincisioni (chitarra) del 1962
6. There Will Never Be Another You – 2:55 (testo: Mack Gordon – musica: Harry Warren) – Registrato il 15 febbraio 1954 al Capitol Recording Studios di Hollywood, California con sovraincisioni (chitarra) del 1962

### CD
Edizione CD del 1998, pubblicato dalla Pacific Jazz Records (CDP 7243 8 23234 2 6)
1. That Old Feeling – 3:02 (testo: Lew Brown – musica: Sammy Fain)
2. It's Always You – 3:33 (testo: Johnny Burke – musica: Jimmy Van Heusen)
3. Like Someone in Love – 2:24 (testo: Johnny Burke – musica: Jimmy Van Heusen)
4. My Ideal – 4:20 (testo: Newell Chase, Richard A. Whiting – musica: Leo Robin)
5. I've Never Been in Love Before – 4:26 (Frank Loesser)
6. My Buddy – 3:19 (testo: Gus Kahn – musica: Walter Donaldson)
7. But Not for Me – 3:02 (testo: Ira Gershwin – musica: George Gershwin)
8. Time After Time – 2:45 (testo: Sammy Cahn – musica: Jule Styne)
9. I Get Along Without You Very Well – 2:58 (Hoagy Carmichael)
10. My Funny Valentine – 2:18 (testo: Lorenz Hart – musica: Richard Rodgers)
11. There Will Never Be Another You – 2:59 (testo: Mack Gordon – musica: Harry Warren)
12. The Thrill Is Gone – 2:50 (testo: Lew Brown – musica: Ray Henderson)
13. I Fall in Love Too Easily – 3:19 (testo: Sammy Cahn – musica: Jule Styne)
14. Look for the Silver Lining – 2:40 (testo: Buddy DeSylva – musica: Jerome Kern)

## Musicisti
LP PJLP-11
A1, A2, A3, A4, B1, B2 e B4
- Chet Baker – tromba, voce
- Russ Freeman – pianoforte
- Carson Smith – contrabbasso
- Bob Neel – batteria[6]

B3
- Chet Baker – tromba, voce
- Russ Freeman – pianoforte
- Joe Mondragon – contrabbasso
- Shelly Manne – batteria[7]

LP PJ-1222
A1, A2, A3, A4, A5 e A6
- Chet Baker – tromba, voce
- Russ Freeman – pianoforte, celesta
- James Bond – contrabbasso
- Peter Littman – batteria (brani: A1, A2 e A5)
- Lawrence Marable – batteria (brani: A3, A4 e A6)[8][9]

B1, B2, B3, B4, B5, B6, B7 e B8
- Chet Baker – tromba, voce
- Russ Freeman – pianoforte
- Carson Smith – contrabbasso
- Bob Neel – batteria[6]

LP WP-1826
A1, B1, B2, B3, B4 e B6
- Chet Baker – tromba, voce
- Russ Freeman – pianoforte
- Carson Smith – contrabbasso
- Bob Neel – batteria
- Joe Pass – chitarra (sovraincisione)[10]

A2, A4 e A5
- Chet Baker – tromba, voce
- Russ Freeman – pianoforte, celesta
- James Bond – contrabbasso
- Peter Littman – batteria
- Joe Pass – chitarra (sovraincisione)[11]

A3
- Chet Baker – tromba, voce
- Russ Freeman – pianoforte, celesta
- James Bond – contrabbasso
- Lawrence Marable – batteria
- Joe Pass – chitarra (sovraincisione)[12]

A6
- Chet Baker – tromba, voce
- Bud Shank – flauto
- Russ Freeman – pianoforte
- Red Mitchell – contrabbasso
- Bob Neel – batteria
- Ray Kramer – violoncello
- Ed Lustgarten – violoncello
- Kurt Reher – violoncello
- Eleanor Slatkin – violoncello
- Corky Hale – arpa
- Frank Campo – arrangiamenti
- Johnny Mandel – arrangiamenti
- Marty Paich – arrangiamenti
- Joe Pass – chitarra (sovraincisione)[13][14]

B5
- Chet Baker – tromba, voce
- Russ Freeman – pianoforte
- Joe Mondragon – contrabbasso
- Shelly Manne – batteria
- Joe Pass – chitarra (sovraincisione)[7][15]

Note aggiuntive
- Richard Bock – produttore
- Registrazioni effettuate al Capitol Recording Studios di Hollywood, California
- Allan Emig – ingegnere delle registrazioni
- William Claxton – design copertina album originale
- Will MacFarland – note retrocopertina album originale[16]

## Classifica
Album
| Anno | Classifica              | Posizione raggiunta |
| ---- | ----------------------- | ------------------- |
| 2020 | Traditional Jazz Albums | 6                   |
| 2020 | Jazz Albums             | 7                   |